# Luigi Gorlani
Luigi Gorlani (Oleggio, 6 maggio 1929 – Villejuif, 17 aprile 1998) è stato un calciatore italiano, di ruolo difensore.

## Carriera
Nella stagione 1952-1953 ha giocato per il Mantova, e in seguito ha partecipato a cinque edizioni consecutive del campionato di Serie B: una stagione a Busto Arsizio con la Pro Patria,, una nelle file del Treviso e tre indossando la maglia del Brescia, facendo l'esordio con le rondinelle a Valdagno il 18 settembre 1955 in Marzotto-Brescia (2-0). Successivamente ha giocato per tre stagioni nel Casale (Serie C).